# Яснопроминское (Луганская область)
Яснопроминское (укр. Яснопромінське) — село в Меловском районе Луганской области Украины. Входит в Великоцкий сельский совет.
Население по переписи 2001 года составляло 22 человека. Почтовый индекс — 92505. Телефонный код — 6465. Занимает площадь 0,29 км². Код КОАТУУ — 4422881106.

## Местный совет
92505, Луганська обл., Міловський р-н, с. Великоцьк, вул. Міловська, 15  (укр.)